# Бридж-Сити (Техас)
Эта статья — о городе в американском штате Техас. О статистически обособленной местности в американском штате Луизиана см. Бридж-Сити (Луизиана).
Бридж-Сити (англ. Bridge City) — город в США, штат Техас.

## География
По данным бюро переписи населения США общая площадь Бридж-Сити составляет 14 км², из которых 13,3 км² — суша, а 0,6 км² — водная поверхность (4,63 %).

## Ураган Айк
13 сентября 2008 года город сильно пострадал от последствий урагана Айк, сейчас в Бридж-Сити происходит процесс постепенного восстановления. Разрушения распространялись по всей территории округа. Более 95 % домов и построек в Бридж-Сити были стёрты с лица земли, а город практически целиком уничтожен. Семиметровая волна штормового прилива полностью затопила территорию города, снося всё на своём пути. Разрушив дамбу в городе Ориндж, штормовой прилив поднялся вверх по реке Нечес в сторону Роуз-Сити.
Окружной центр Ориндж, город с 19-тысячным населением, расположенный сразу за Бридж-Сити, был также почти полностью затоплен водой. Городские улицы были завалены мёртвой рыбой.
Впоследствии мэр Бридж-Сити Кирк Роккафорте докладывал, что только 14 домов в городе не были повреждены стихией.

## Демография
По данным переписи населения 2000 года в Бридж-Сити проживало 8651 человек, в составе 3195 домашних хозяйств и 2476 семей. Плотность населения составляла около 649,8 человек на 1 квадратный километр. Расовый состав населения был 95,43 % белых, 0,2 % чёрных или афроамериканцев, 0,75% коренных американцев, 1,4 % азиатов, 0,06 % коренных гавайцев и других жителей Океании, 1,27 % прочих рас и 0,89% представители двух или более рас. 3,57 % населения являлись испано- или латиноамериканцами.
Среди 3195 хозяйств, 36,7 % воспитывали детей возрастом до 18 лет, 62 % супружеских пар живущих вместе, в 10,6 семей женщины проживали без мужей, 22,5 % не имели семей. На момент переписи 19,6 % от общего количества жили самостоятельно, 8,8 % одинокие старики в возрасте от 65 лет и старше. В среднем на каждое хозяйство приходилось 2,69 человека, среднестатистический размер семьи составлял 3,07 человека.
Показатели по возрастным категориям в округе были следующие: 27 % жители до 18 лет, 9,5 % от 18 до 24 лет, 28,2 % от 25 до 44 лет, 23,1 % от 45 до 64 лет и 12,3 % старше 65 лет. Средний возраст составлял 36 лет. На каждые 100 женщин приходилось 96,4 мужчин. На каждые 100 женщин в возрасте 18 лет и старше приходилось 93,5 мужчин.
Средний доход на хозяйство в округе составлял 42 045 $, на семью — 49 750 $. Среднестатистический заработок мужчины был 42 398 $ против 22 674 $ для женщины. Доход на душу населения в округе составлял 18 290 $. Около 7,9 % семей и 10,3 % населения зарабатывало меньше прожиточного минимума. Среди них было 13,1 % тех кому ещё не исполнилось 18 лет и 12,8 % тех кому было уже больше 65 лет.

## Образование
Большую часть жителей Бридж-Сити обслуживает школьный округ Бридж-Сити:
- начальная школа Хаттона
- начальная школа Симз
- промежуточная школа Бридж-Сити
- средняя школа Бридж-Сити
- полная средняя школа Бридж-Сити